# Chimaericola leptogaster
Chimaericola leptogaster är en plattmaskart. Chimaericola leptogaster ingår i släktet Chimaericola och familjen Chimaericolidae. Inga underarter finns listade i Catalogue of Life.